# Ulrich von Hassell
Christian August Ulrich von Hassell (12. november 1881 – 8. september 1944) var en tysk kommunalpolitiker, diplomat og modstandsmand. Helt fra begyndelse af 2. verdenskrig fungerede von Hassel som mellemmand mellem de konservative modstandsgrupper omkring Carl Friedrich Goerdeler og Ludwig Beck og de yngre modstandsfolk i Kreisau-kredsen (Kreisauer Kreis). I forbindelse med 20. juli-attentatet 1944 blev han stillet for Folkedomstolen under den berygtede og fanatiske retspræsident Roland Freisler og henrettet.